# Ниночка
„Ниночка“ (на английски: Ninotchka) е американска комедия от 1939 г., създаден от Metro-Goldwyn-Mayer, режисиран и продуциран от Ернст Любич, по сценарий на Мелхиор Ленгиел, Били Уайлдър, Чарлс Бракет и Уолтър Рейш, с участието на Грета Гарбо, която играе главна роля за първи път в комедия и е нейния предпоследен филм. Той е един от първите американски филми, в който под прикритието на сатиричен, лек романс изобразяваше Съветския съюз при Йосиф Сталин като твърд и сив, като в случая го сравняваше със свободното и слънчево парижко общество от предвоенните години.

## В ролите
| Изпълнител        | Роля               |
| ----------------- | ------------------ |
| Грета Гарбо       | Ниночка            |
| Мелвин Дъглас     | Леон               |
| Ина Клер          | Суана              |
| Бела Луджиози     | Разинин            |
| Сиг Руман         | Иранов             |
| Феликс Бресарт    | Булжанов           |
| Александър Гранач | Копалски           |
| Грегъри Кей       | Раконин            |
| Ролфи Сейдън      | Управител на хотел |
| Едуин Максуел     | Мерсиер            |
| Ричард Карле      | Гастон             |

## Награди и номинации
Филмът получава четири номинации за „Оскар“ за най-добър филм, най-добра женска роля и най-добър сценарий.

## „Ниночка“ В България
В България е издаден на DVD от Съни филмс през 2005 г. и е с български субтитри.